# Die schwarze Witwe (1987)
Die schwarze Witwe (Originaltitel: Black Widow) ist ein US-amerikanischer Thriller aus dem Jahr 1987. Die Regie führte Bob Rafelson, das Drehbuch schrieb Ronald Bass. Die Hauptrollen spielten Debra Winger und Theresa Russell.

## Handlung
Catherine Petersen heiratet nacheinander drei reiche Männer, die jeweils kurz nach der Hochzeit sterben. Die Analytikerin einer Sondereinheit des Justizministeriums in Washington, Alexandra Barnes, schöpft Verdacht und untersucht die Angelegenheit gründlich. Sie stellt fest, dass Petersen diese Männer geheiratet hat, um sie zu ermorden und es so aussehen zu lassen, als wären sie eines natürlichen Todes gestorben, um so an ihr Vermögen zu kommen und damit zu verschwinden. Die Schreibtischarbeiterin muss jedoch zunächst ihren skeptischen Chef überreden, sie in diesem Fall ermitteln zu lassen. Schließlich reist sie nach Hawaii, wo Petersen sich gerade aufhält, und arrangiert ein zufälliges Kennenlernen mit Petersen.
Diese hat dort in der Zwischenzeit einen neuen Partner gefunden, Paul Nuytten, den Barnes ebenfalls attraktiv findet. Petersen findet dann zufällig heraus, dass sie eine Ermittlerin ist, und bietet daraufhin ihrer neuen Freundin an, den Mann zu teilen. Sie will ihn aber dann trotzdem heiraten und Barnes damit verletzen und angreifbar zu machen. Als Nuytten kurze Zeit später stirbt, wird Barnes in Untersuchungshaft genommen, da man Gift bei Nuytten nachgewiesen habe, identisch mit einem in Barnes’ Wohnung in Hawaii gefundenen. Man nimmt also an, dass Barnes Nuytten vergiftet hat, in ihrer Besessenheit Petersen zu kriegen. In Wahrheit aber war es Petersen, die es so aussehen hat lassen, um es Barnes in die Schuhe zu schieben und die Agentin auszuschalten und so doch noch an Nuyttens Geld zu kommen.
Petersen besucht Barnes dann im Gefängnis und spricht dort offen über das Geschehene, um ihren Sieg zu genießen, kurz bevor sie  mit dem Geld von Nuytten verschwinden will. Es stellt sich aber heraus, dass die „Schwarze Witwe“ in Wahrheit in eine Falle der Agentin, die ihre Absichten von vornherein erkannt hat, getappt ist. Teil der Strategie war es, dass Petersen herausfindet, dass Barnes eine Ermittlerin ist, damit sie so handelt wie sie es dann tat, wobei Nuytten von der Polizei geschützt wurde und daher doch noch am Leben ist. Sein Tod wurde vorgetäuscht, damit man sie wegen ihres Motivs, an sein Geld zu kommen, überführen konnte. So kann Petersen nach ihrem Geständnis des Mordversuchs überführt werden und damit auch, aufgrund ihres bewiesenen Modus Operandi, ihrer davor begangenen Morde. Petersen wird wegen ihrer Straftaten festgenommen und Barnes verlässt als bejubelte Heldin das Gebäude, um nach Washington zurückzukehren.

## Produktion
Die Dreharbeiten erfolgten zwischen dem 25. April und dem 16. Juli 1986. Die Einnahmen in den Vereinigten Staaten beliefen sich auf etwa 25 Millionen US-Dollar. Davon entfielen rund 3,4 Millionen auf das Eröffnungswochenende. Die Spezialeffekte gestaltete der Oscarpreisträger Allen Hall.

## Kritiken
Roger Ebert bezeichnete den Film in der Chicago Sun-Times vom 6. Februar 1987 als interessant, kritisierte jedoch das wenig überraschende Ende, wenn man mehr als drei Filme gesehen hätte. Er bemerkte die unterschwellige erotische Spannung zwischen Barnes und Petersen, die das Drehbuch und die Regie zu wenig verdeutlichen würden. Ebert lobte die Leistungen der Schauspieler, besonders die von Debra Winger und Theresa Russell. Das Lexikon des internationalen Films schrieb: „Intelligent konstruierter, in Haupt- und Nebenrollen ausgezeichnet gespielter Thriller, der sich aber allzusehr auf den Reiz seiner schicken Schauplätze verläßt und teilweise im rein Dekorativen steckenbleibt.“

„Elegantes Duell mit subtiler Spannung.“

Die Deutsche Film- und Medienbewertung FBW in Wiesbaden verlieh dem Film das Prädikat wertvoll.